# Jane Adams (Schauspielerin, 1918)
Jane Adams (* 7. August 1918 in San Antonio, Texas als Betty Jane Bierce; † 21. Mai 2014 in Palm Desert, Kalifornien) war eine US-amerikanische Schauspielerin.

## Leben
Betty Jane Bierce wurde 1918 in San Antonio, Texas, geboren. 1930 zog ihre Familie nach Kalifornien. Während der Highschool-Jahre studierte sie Violine und Schauspielerei und war als Konzertmeisterin des All-City-Highschool-Orchesters von Los Angeles tätig. Ein Stipendium für die Juilliard School lehnte sie ab, um an der Schauspielschule des Pasadena Playhouse zu studieren. Nach dem Studium nahm Adams Hörspiele beim Lux Radio Theatre auf und arbeitete bei der Harry Conover Model Agentur unter dem Künstlernamen Poni Adams als Fotomodell und Pin-up.
Am 27. Juli 1940 heiratete sie den Navy-Piloten J.C.H. Smith, der 1943 im Zweiten Weltkrieg verstarb.
Adams’ erster Leinwandauftritt erfolgte 1942 in dem Kurzfilm So You Want to Give Up Smoking. Durch ein Foto von Adams im Esquire
wurde Filmproduzent Walter Wanger auf sie aufmerksam und lud sie zu Probeaufnahmen für den Film Salome, Where She Danced ein. Mangels Tanztalent bekam Adams nur eine Nebenrolle.
Nach einem Aufruf in der Militärzeitschrift The Stars and Stripes, in der 1945 32.851 Militärangehörige für die Nutzung ihres echten Vornamens stimmten, trat die Schauspielerin ab 1946 unter dem Namen Jane Adams auf.
Ab 1945 spielte Adams in zahlreichen Western, trat neben Lon Chaney junior als Nina in Draculas Haus auf und verkörperte die Reporterin Vicki Vale in der Serie Batman and Robin.
Am 14. Juli 1945 heiratete Adams in Hollywood, Kalifornien den Soldaten und späteren Generalmajor Thomas K. Turnage. Aus der Ehe gingen zwei Kinder hervor. 1953 beendete Adams ihre schauspielerische Karriere um sich der Familie zu widmen. Aus der Ehe gingen die Kinder Andrea Gene (* 5. September 1955) und Robert M. (* 30. November 1956) hervor. Adams verstarb im Mai 2014 im Alter von 95 Jahren. Sie wurde als Betty Jane Turnage neben ihrem bereits 2000 verstorbenen Ehemann auf dem Arlington National Cemetery beigesetzt.

## Filmografie
- 1942: So You Want to Give Up Smoking
- 1945: Salome, Where She Danced
- 1945: Trail to Vengeance
- 1945: Code of the Lawless
- 1945: Die Dame im Zug (Lady on a Train)
- 1945: Die Liebe unseres Lebens (This Love of Ours)
- 1945: Draculas Haus (House of Dracula)
- 1946: Smooth as Silk
- 1946: The Brute Man
- 1946: Lost City of the Jungle
- 1946: Die Ausreißerin (The Runaround)
- 1948: Schritte in der Nacht (He Walked By Night)
- 1949: Tarzan und das blaue Tal (Tarzan's Magic Fountain)
- 1949: Batman and Robin
- 1950: The Cisco Kid (Fernsehserie, 1 Folge)
- 1950: The Girl from San Lorenzo
- 1950: Law of the Panhandle
- 1950: Outlaw Gold
- 1951: Adventures of Wild Bill Hickok (Fernsehserie, 1 Folge)
- 1951: Street Bandits
- 1951–1952: The Adventures of Kit Carson (Fernsehserie, 2 Folgen)
- 1953: Adventures of Superman (Fernsehserie, 1 Folge)
- 1953: Secret of Outlaw Flats